# Investment AB Spiltan
Investment AB Spiltan (Spiltan Invest) är ett investmentbolag som köper och äger minoritetsandelar i svenska onoterade och noterade aktiebolag. Företaget grundades 1986.

## Historik
Spiltan grundades i Stockholm 1985 som en aktieklubb med omkring 40 medlemmar, huvudsakligen tidigare studenter från Linköpings universitet. 1986 bildades Investment AB Spiltan. Namnet Spiltan kom av att en av de första aktieägarna ansåg att bolaget skulle ha en lantlig profil med motiveringen att ”vi bor i Stockholm men egentligen är vi bönner allihopa”.
År 1997 fick Spiltans verksamhet en mer fast inriktning när Per Håkan Börjesson, som varit bolagets vd sedan starten, anställdes på heltid.
Lars-Olof Bäckman var bolagets styrelseordförande från starten 1986 fram till dennes bortgång 2010. Till hans minne skapades Sollos Pris som varje år belönar en svensk entreprenör som hjälpt andra entreprenörer.

## Investeringsfilosofi
Företaget försöker följa den amerikanske investeraren Warren Buffetts investeringsfilosofi. Målsättningen är att skapa värdetillväxt genom att köpa minoritetsposter i svenska små- och medelstora bolag och behålla dessa långsiktigt, utan uttalad exitstrategi.
Spiltan har även etablerat nya koncept inom finansiella tjänster genom exempelvis dotterbolaget Spiltan Fonder, som förvaltar cirka 85 miljarder kronor.

## Portfölj
Några av de noterade innehaven är Paradox Interactive, KlaraBo och Teqnion. Bland de onoterade innehaven finns bland andra Flattered, P&E Fastigheter och Carbomax.

## Ägare och ledning
Spiltanaktien är noterad på NGM PepMarket där den handlas veckovis, på tisdagar. Totalt har bolaget över 18 000 aktieägare. Spiltans substansvärde uppgick i juli 2023 till cirka 10,5 miljarder SEK. Största ägare är bolagets vd Per Håkan Börjesson med familj. 
Sedan årsstämman 2020 är Kasper Ljungkvist ordförande i styrelsen.